# Turnham Green (metrostation)
Turnham Green is een station van de metro van Londen aan de District Line en de Piccadilly Line. Het metrostation, dat in 1869 is geopend, ligt in de wijk Chiswick.

## Geschiedenis

### District Line
Het station werd op 1 januari 1869 geopend door de London and South Western Railway (L&SWR) als onderdeel van haar nieuwe zijlijn naar Richmond. De tak werd gebouwd tussen de West London Joint Railway ten noorden van station Addison Road, het latere Kensington (Olympia) en de North London Railway bij Gunnersbury. Deze lijn liep door Shepherd's Bush en Hammersmith (Grove Road) via een op 3 juni 1916 gesloten verbindingsboog bocht naar het westen. Aanvankelijk was Turnham Green het eerste station ten westen van Hammersmith.
Tussen 1 juni 1870 en 31 oktober 1870 voerde de Great Western Railway (GWR) ritten uit tussen Paddington en Richmond uit via de Hammersmith & City Railway, de latere Hammersmith & City Line langs Grove Road en Turnham Green op de L & SWR.
Op 1 juni 1877 opende de District Railway (DR), de latere District Line, een korte verlenging van het eindpunt in Hammersmith om verbinding te maken met de L & SWR-sporen ten oosten van station Ravenscourt Park. De DR begon toen met diensten over de L&SWR-sporen van en naar Richmond.
Op 1 oktober 1877 hervatte de Metropolitan Railway (MR), de latere Metropolitan Line de voormalige dienst van de GWR naar Richmond via station Grove Road.
Op 5 mei 1878 begon de Midland Railway met een dienst buiten de stad om onder de naam Super Outer Circle tussen St Pancras en Earl's Court via Cricklewood en South Acton. Deze dienst liep tussen een inmiddels opgebroken verbindingsboog tussen de North London Railway en de L & SWR Richmond tak bij Gunnersbury triangle. De dienst was geen succes en werd beëindigd op 30 september 1880.
De komst van de DR in Richmond was een belangrijke aanjager voor woningbouw langs de route en er was veel verkeer op de lijn. De dienst van de DR tussen Richmond, Hammersmith en het centrum van Londen was directer dan die van de L&SWR of de MR via station Grove Road of de andere route van de L&SWR vanuit Richmond via Clapham Junction, en snoepte veel klanten af van de concurrenten. Het succes van de DR was aanleiding om op 1 Juli 1879 een tak van Turnham Green naar Ealing Broadway te openen.
Vanaf 1 januari 1894 werden de diensten van de MR naar Richmond afwisselend gereden door Great Western Railway en de MR zodat GWR Turnham Green weer aandeed, wat betekende dat reizigers konden kiezen uit vier vervoerders.
Na de elektrificatie van de eigen sporen van de DR ten noorden van Acton Town in 1903, financierde de DR de elektrificatie van de sporen langs Turnham Green. Deze elektrificatie tussen Acton Town en het centrum van Londen was op 1 juli 1905 gereed. Terwijl DR elektrische metrostellen inzette bleven de concurrenten L&SWR-, GWR- en MR- rijden met stoomtractie.
MR staakte haar diensten op 31 december 1906, GWR volgde op 31 december 1910 zodat Turnham Green alleen nog bediend werd door de DR en L&SWR. De L&SWR bouwde twee niet-geëlektrificeerde sporen tussen Turnham Green en de verbindingsboog bij Hammersmith en opende deze op 3 december 1911. Deze werden niet eens vijf jaar gebruikt aangezien de treinen van de L&SWR's in grote mate onderdeden voor de metrostellen zodat L & SWR haar dienst tussen Richmond en Addison Road op 3 juni 1916 staakte en de DR als enige vervoerder overbleef.
In 1913 verkreeg de Central London Railway, de latere Central Line, parlementaire goedkeuring voor een verlenging naar Richmond. Deze zou een diepgelegen station hebben gehad in Turnham Green tussen de, evenmin gebouwde, stations Heathfield Terrace en Emlyn Road. Het plan werd echter vertraagd door de Eerste Wereldoorlog en in 1920 werd een als alternatief een bovengrondse route over de verbindingsboog bij Hammersmith voorgesteld maar dit werd evenmin uitgevoerd.

### Piccadilly Line
In het begin van de jaren dertig van de 20e eeuw begon de London Electric Railway, voorloper van de London Underground en eigenaar van de District- en Piccadilly Line, met de reconstructie van de sporen tussen Hammersmith en Acton Town om de Piccadilly-lijn te kunnen verlengen van Hammersmith naar Uxbridge en Hounslow West. De binnenste sporen van Turnham Green werden toegewezen aan de Piccadilly Line die als sneldienst tussen de stopmetro's van de District Line op de buitenste sporen ging rijden. De verlenging van de Piccadilly Line door Turnham Green werd op 4 juli 1932 in gebruik genomen.
Om een betere overstap met de Richmond-tak van de District Line te bieden, stopte vanaf 23 juni 1963 de Piccadilly Line in de vroege ochtenden (van de eerste rit tot 06:50 op maandag t/m zaterdag, 07:45 uur op zondag) en late avonden (vanaf 22.30 uur tot de laatste rit). De rest van de dag rijden ze zoals voorheen non-stop door het station. Buurtbewoners hebben campagne gevoerd om meer metro's op de Piccadilly Line te laten stoppen bij Turnham Green en niet alleen in het geval van vertragingen op de District Line als er grote aantallen reizigers op het perron wachten of af en toe tijdens gepland onderhoudswerk.
In december 2013 werd aangekondigd dat Turnham Green een permanente stop op de Piccadilly Line zal worden zodra de lijn is aangepast. De werkzaamheden zouden beginnen in 2019 en vanaf 2022 zouden de eerste diensten kunnen stoppen bij Turham Green.
In het in januari 2014 gepubliceerde advies werd geconcludeerd dat de extra stops bij Turham Green op korte termijn een negatief effect zou hebben op de zaken in heel Londen, maar schetste wel de mogelijkheid om het te implementeren nadat verbeteringen aan de infrastructuur zijn uitgevoerd, waarbij reizigers zouden profiteren van verbeteringen aan de District Line en de Night Tube (op vrijdag- en zaterdagavond, te beginnen met de Jubilee, Victoria, Central, Northern en het grootste deel van de Piccadilly Line, gevolgd door meer diensten op de andere lijnen in de daaropvolgende jaren.), vanaf de herfst van 2015.
Transport for London liet naar aanleiding van de plannen weten:
We erkennen de aanhoudende frustratie bij degenen die willen dat de Piccadilly Line een groter deel van de dag stopt bij het station Turnham Green. Door de bestaande capaciteit van het seinstelsel en de omvang van het wagenpark is het onwaarschijnlijk dat we op korte termijn veranderingen kunnen doorvoeren. TfL is daarom van plan om de Piccadilly Line de hele dag op het station Turnham Green te stoppen zodra de lijn is gemoderniseerd en we een nieuw en groter wagenpark hebben en een nieuw seinstelsel hebben. Deze aanpassing begint in 2019 gevolgd door de introductie van de eerste nieuwe metro's in 2022. In de tussentijd zullen passagiers die gebruikmaken van het station Turnham Green profiteren van de verbeteringen aan de District Line. De introductie van een vloot van nieuwe grotere en doorloopbare metrostellen met airconditioning zal dit jaar van start gaan en in 2016 voltooid zijn. Dit zal worden gevolgd door een nieuw seinstelsel dat een snellere, frequentere en betrouwbaardere dienst vanaf 2018 mogelijk maakt. Bovendien stopt de Piccadilly-line de hele nacht bij Turnham Green wanneer het Night Tube-netwerk in 2015 begint.
Deze werkzaamheden werden echter voor onbepaalde tijd opgeschort door de burgemeester van Londen, Sadiq Khan, vanwege een gebrek aan bekostiging vanwege de coronapandemie.

## Ligging en inrichting
Het station bevindt zich dicht bij de plaats van de Slag bij Turnham Green (1642), tijdens de Eerste Engelse Burgeroorlog, aan Turnham Green Terrace (B491) aan de oostelijke rand van Chiswick Common, ongeveer 200 m ten noorden van Chiswick High Road (A315). Het station bedient de wijken Central Chiswick ten zuiden van de lijn en Bedford Park ten noorden van de lijn. Het Turnham Green park ligt echter veel dichter bij station Chiswick Park.
Het stationsgebouw staat aan de noordkant van het talud en heeft een bloemenkraam en een kiosk naast de ingang. Aanvankelijk had de L&SWR twee zijperrons ten oosten van de brug over Turnham Green Terrace gebouwd. In 1910 werden twee extra sporen toegevoegd ten oosten van het station en werden de zijperrons veranderd in twee eilandperrons met de voor die tijd gebruikelijke perronkappen. De komst van de Piccadilly Line betekende in 1930 een herschikking van de sporen, de buitenste sporen werden aan de District Line toegewezen, terwijl op de binnenste de Piccadilly Line een sneldienst over dezelfde route ging onderhouden.
In 2006 werd de renovatie van het station voltooid, de reizigers kunnen nu gebruik maken van vier toegangspoortjes. De twee eilandperrons liggen op de spoordijk ten oosten van de brug over de B491 en zijn met vaste trappen via een reizigerstunnel verbonden met de stationshal.

## Reizigersdienst
De Piccadilly Line stopt normaal gesproken alleen aan het begin en het einde van de dag bij het station, terwijl ze overdag zonder stoppen doorrijden. Oostwaarts is het eerste station van de District Line Stamford Brook en dat van de Piccadilly Line bij Hammersmith. Westwaarts is het eerste station van de District Line Chiswick Park of Gunnersbury en dat van de Piccadilly Line Acton Town.

### District Line
Treinfrequenties variëren gedurende de dag, maar over het algemeen rijdt elke 2-8 minuten tussen 05:16 en 00:15 een metro in oostelijke richting, en elke 6-12 minuten tussen 06:59 en 01:08 een metro in westelijke richting naar Ealing Broadway en tussen 06 :28 en 00:37 westwaarts naar Richmond. 

### Piccadilly Line
Tijdens de late uurtjes, vroege ochtenden en avonden stoppen metro's op de Piccadilly Line hier om een betere overstap met de Richmond-tak van de District Line te bieden. Dit is voor 06:50 op maandag t/m zaterdag en voor 07:45 op zondag, en dagelijks na 22:30. Nachtdiensten en Night Tube-diensten stoppen ook bij Turnham Green, de rest van de tijd (spitsuren, middagen en weekenden) stopt de Piccadilly Line hier niet.

## Fotoarchief
- Het station rond 1911
- Het station in 1934
- Stationshal in 1939
- Stationshal in 1965